# Shirley Scheier
Shirley Scheier (nascida em 1953 no Condado de Jackson, Missouri) é uma pintora e gravurista americana. Estudou na Universidade do Kansas e na Universidade de Wisconsin-Madison. Em 1994 recebeu uma bolsa MacDowell. Ela lecionou na Universidade de Washington de 1986 a 2016.
Exemplos do seu trabalho estão incluídos nas colecções do Seattle Art Museum, do Portland Art Museum do Tacoma Art Museum e do Museu de Arte Nelson-Atkins.